# Рузвелт (окръг, Ню Мексико)
Вижте пояснителната страница за други значения на Рузвелт.
Окръг Рузвелт (на английски: Roosevelt County) е окръг в щата Ню Мексико, Съединени американски щати. Площта му е 6358 km², а населението – 18 847 души (2017). Административен център е град Порталес.